# Giorgio Strehler

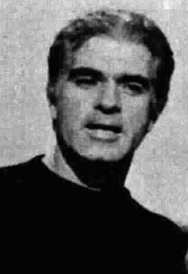
Giorgio Strehler on stage in 1968.

Giorgio Strehler (Trieste, 14 de agosto de 1921 — Lugano, 25 de dezembro de 1997) foi um diretor de teatro italiano. Figura fundamental na história do teatro, fundou com Nina Vinchi e Paolo Grassi o "Piccolo Teatro di Milano", inaugurado em 14 de maio de 1947 com o espetáculo "L’albergo dei poveri" de Máximo Gorki.